# Jaro Omar

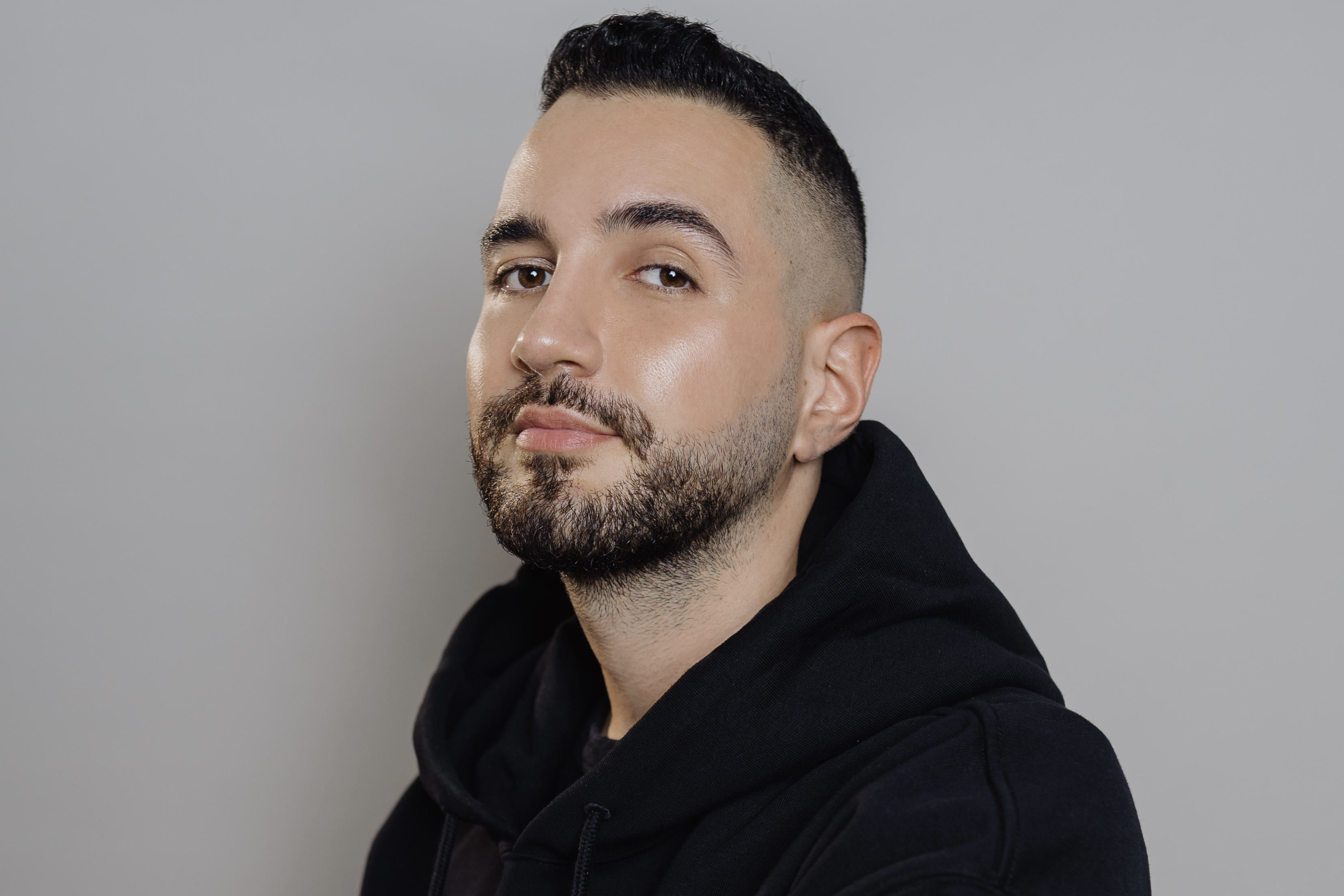
Jaro Omar (2022)

Jaro Omar (* 13. Juni 1989 in Berlin) ist ein deutscher Komponist, Liedtexter und früherer Fernsehschauspieler.

## Karriere
Omars Karriere begann mit 14 Jahren in der Kinder- und Jugendserie Schloss Einstein, für die er von 2004 bis 2006 vor der Kamera stand. Zuvor war er in der SAT.1-Show Kleine ganz groß unter der Moderation von Christian Clerici zu sehen und trat in dem Musical Grease am Berliner Schillertheater auf. Im Jahr 2009 war er in dem Kinofilm Horst Schlämmer – Isch kandidiere! zu sehen.
Omar studierte Rechts- und Wirtschaftswissenschaften an der Universität Mannheim. 2013 erhielt Omar das Bronnbacher Stipendium des Kulturkreises der deutschen Wirtschaft, das auf die kulturelle Bildung und Kompetenzschulung von Führungskräfte- und Entscheidernachwuchs abzielt. Darüber hinaus erhielt er das Deutschlandstipendium der Universität Mannheim, das jährlich für überdurchschnittliche Leistungen in Schule und Studium sowie herausragendes außerschulisches bzw. außeruniversitäres Engagement verliehen wird. Im Jahr 2013 verbrachte Omar ein Auslandssemester an der University of Massachusetts in Boston. Das Studium an der Universität Mannheim schloss Omar im Jahr 2014 mit juristischem Prädikat und einem Master of Laws (LL.M.) ab.
Nach seinem Studienabschluss zog Omar nach New York und arbeitete für die Deutsch-Amerikanische Handelskammer New York. Parallel arbeitete er im Bundesstaat New York und in der Stadt Los Angeles weiter an Musik. Im Januar 2018 nahm er am Songwriting Camp zum deutschen Vorentscheid für den Eurovision Song Contest 2018 teil. Im November 2018 wurde Omars Titel „Fading“ mit dem deutschen DJ Alle Farben veröffentlicht, der 2019 Platz 1 der Radio-Charts Deutschland erreichte und sich dort vier Wochen halten konnte.
An diesen Erfolg konnte Omar erneut anknüpfen mit dem Werk „Brooklyn“ von Glockenbach feat. ClockClock. Im Jahr 2022 erreichte der Song auch in der Schweiz und in Österreich Platz 1 der Radio-Charts und wurde mit Gold in der Schweiz sowie in Österreich und Deutschland ausgezeichnet, in Deutschland für über 200.0000 verkaufte Einheiten. Auch mit den Songs Sorry und Over von ClockClock erreichte Omar jeweils Platz 1 der deutschen Radiocharts. Mit der Sängerin Nina Chuba und dem DJ-Kollektiv twocolors, schrieb Omar den Song „Heavy Metal Love“, der sich nach Veröffentlichung im Juli 2022 insgesamt 11 Monate lang in den deutschen Radio Charts halten konnte. Insgesamt konnte Omar bislang zehn Top 10 Songs in den deutschen Radio Charts platzieren. Mit dem Song "End Of Time" von Lucas & Steve erreichte Omar erstmals Platz 1 der US-amerikanischen Dance Radio Charts.
Nach einem Aufenthalt in Korea, gelang es Omar im Jahr 2022 den Titel „Fearless“ als Debütsong bei der K-Pop Gruppe Le Sserafim zu platzieren. Dem dazugehörigen Album „Unforgiven“ gelang es Platz 1 der Billboard World Album Charts zu erreichen. „Fearless“ brach den Rekord als erfolgreichster Debüt-Song einer Girlgroup in der Geschichte von K-Pop und wurde u. a. in Japan mit Doppel-Platin ausgezeichnet für über 500.000 verkaufte Einheiten.

## Diskografie
| Jahr | Interpret                                          | Song                    | Album       |
| ---- | -------------------------------------------------- | ----------------------- | ----------- |
| 2025 | Stela Cole                                         | „Famous Last Words“     |             |
| 2025 | David Puentez & Isaak                              | „Peace In The Pieces“   |             |
| 2025 | YouNotUs & LAVINIA                                 | „Canyons“               |             |
| 2025 | Zoe Wees                                           | „Hello Again“           |             |
| 2025 | Michael Schulte                                    | „Afterlife“             |             |
| 2025 | Fast Boy & ClockClock                              | „Born Again“            |             |
| 2025 | YEJI                                               | „25/8“                  | Air         |
| 2025 | Saint Clara                                        | „Pretty Please“         |             |
| 2024 | Marcus & Martinus feat. VIZE                       | „Another Life“          |             |
| 2024 | Ásdís                                              | „Touch Me“              |             |
| 2024 | &Team                                              | 雪明かり(Yukiakari)     |             |
| 2024 | YouNotUs & Cheat Codes & Barbz                     | „Cinema“                |             |
| 2024 | ClockClock                                         | „Love U Again“          | Dreamers    |
| 2024 | ClockClock                                         | „U & I“                 | Dreamers    |
| 2024 | ClockClock                                         | „Like A Man“            | Dreamers    |
| 2024 | ClockClock                                         | „Fight For Love“        | Dreamers    |
| 2024 | ClockClock                                         | „Fender Freestyle“      | Dreamers    |
| 2024 | Niklas Dee & René Miller                           | „C'est La Vie“          |             |
| 2024 | Niklas Dee & René Miller                           | „Around The World“      |             |
| 2024 | Oliver Heldens & David Guetta & Fast Boy           | „Chills (Feel My Love)“ |             |
| 2024 | YouNotUs                                           | „Zipper“                |             |
| 2024 | Glockenbach                                        | „Better Days“           |             |
| 2024 | twocolors                                          | „Stereo“                |             |
| 2024 | twocolors                                          | „Disco Heart“           |             |
| 2024 | Lucas & Steve & Lawrent feat. Jordan Shaw          | „End Of Time“           |             |
| 2024 | Glockenbach & Chris de Sarandy                     | „Magic Moment“          |             |
| 2024 | Medina & Dillistone                                | „Weightless“            |             |
| 2023 | Glockenbach                                        | „Secrets“               |             |
| 2023 | YouNotUs & Kelvin Colt                             | „Empire“                |             |
| 2023 | Zoe Wees                                           | „21 Candles“            |             |
| 2023 | Zoe Wees                                           | „Less Of A Woman“       |             |
| 2023 | Nico Santos feat. ClockClock                       | „Changes“               | Ride        |
| 2023 | Imanbek & Ali Gatie                                | „One Last Dance“        |             |
| 2023 | Toby Romeo & Declan Donovan                        | „Alive“                 |             |
| 2023 | Don Diablo                                         | „Golden“                |             |
| 2023 | ClockClock                                         | „Over“                  |             |
| 2023 | Imanbek & Baby B3ns                                | „Sunglasses“            |             |
| 2023 | Glockenbach & Joel Corry & Tenchi feat. ClockClock | „Yeah“                  |             |
| 2022 | Le Sserafim                                        | „Impurities“            | Antifragile |
| 2022 | Vinai & John De Sohn                               | „Ghost Town“            |             |
| 2022 | Toby Romeo & Keanu Silva & Izko feat. Ásdís        | „Wow“                   |             |
| 2022 | twocolors                                          | „Heavy Metal Love“      |             |
| 2022 | Glockenbach & Ásdís                                | „Dirty Dancing“         |             |
| 2022 | Moss Kena                                          | „Primadonna“            |             |
| 2022 | Showtek & Liiv                                     | „Live in a Bubble“      |             |
| 2022 | Le Sserafim                                        | „Fearless“              | Unforgiven  |
| 2022 | Syn Cole & Carla Monroe                            | „Overdrive“             |             |
| 2022 | ClockClock                                         | „Sorry“                 |             |
| 2022 | Keanu Silva & Toby Romeo & Sacha                   | „Hopeless Heart“        |             |
| 2022 | David Puentez                                      | „Baby Steps“            |             |
| 2021 | Galantis & Lucas and Steve & Ilira                 | „Alien“                 |             |
| 2021 | Glockenbach & ClockClock                           | „Brooklyn“              |             |
| 2021 | Besomorph                                          | „Crush“                 |             |
| 2021 | Yves V & Dubdogz & Ilira                           | „Are You OK?“           |             |
| 2021 | Kelvin Jones                                       | „Pillow“                |             |
| 2020 | Ilira                                              | „Eat My Brain“          |             |
| 2020 | Tomcraft & Moguai & Ilira                          | „Happiness“             |             |
| 2020 | Ilira                                              | „Easy“                  |             |
| 2020 | Ilira                                              | „Fuck it, I love it!“   |             |
| 2020 | Edin & Sido                                        | „Dynamit“               |             |
| 2020 | Ilira                                              | „Royalty“               |             |
| 2019 | Ilira                                              | „Extra Fr!es“           |             |
| 2019 | Ilira                                              | „Pay Me Back!“          |             |
| 2019 | Ilira & Juan Magan                                 | „Diablo“                |             |
| 2019 | Schiller                                           | „Dreamcatcher“          |             |
| 2019 | Ilira                                              | „Do !t Yourself“        |             |
| 2019 | Alexander Oscar                                    | „Highs & Lows“          |             |
| 2018 | Ilira                                              | „Get Off My D!ck“       |             |
| 2018 | Alle Farben & Ilira                                | „Fading“                |             |
| 2018 | Ilira                                              | „Whisper My Name“       |             |